# 十句観音経
『十句観音経』（じっくかんのんぎょう）は、大正新脩大蔵経には収録されていない偽経であるが、日本では『延命十句観音経』（えんめいじっくかんのんぎょう）という経名で信徒向けの日課経本に掲載されることが多く、原田祖岳の述べる「大乗極致の信仰も哲理も実行法も完全に具わって居るといふ、大變結構なお経文」で僅か42文字の最も短い経典として知られている。江戸時代に「延命」の2字を付加し、弘通させたのは 臨済宗中興の祖といわれる白隠である。

## 全文
注：（）内はよみがな。原文テキストは”小林正盛 編『真言宗聖典』, 森江書店, 大正15,  p.113”。旧字体を新字体に改める。

## 来歴

### 中国
『十句観音経』に関する古文献は宋代の3本で、いずれも下記南北朝時代の南朝宋の王玄謨（おうげんぼ）の事績を伝えるものであるが、十句観音経のテキスト部分にも若干の異同がある。なお南朝梁（502 - 557年）に完成したとされる『宋書』にもこの事績は書かれているが、『觀音經』とあるだけで経文は収録されていない。
該当する文献は、敗走した王玄謨が辛くも死罪を免れたという話で、最も古いとされるものは『太平広記』（977 – 978年）、『太平御覧』（977 - 983年）の2本で、ほぼ同時代、いずれも太宗の勅による李昉、徐鉉らによる撰述である。内容は古小説集『談藪』からの抜抄としており、2本ともほぼ同じ内容である。さらに時代を下ると、中国天台宗の祖師列伝を記録した宋咸淳 四明東湖沙門志磐撰『仏祖統紀』（1269年）があり、記述量は多くなっている。繁簡あるものの内容は次のような南北朝時代の伝説である。
南朝宋の元嘉27年（450年）、第三代皇帝文帝劉義隆は劉康祖・沈慶之らの反対を押し切って北魏へと攻め込んだ。柳元景・薛安都・龐法起らの本軍は連戦連勝して潼関を陥れたが、一方、淮北に別軍を進めた王玄謨は、碻磝を陥れ、滑台を包囲したにもかかわらず、北魏の太武帝の親征軍が大挙して渡河したため敗走に追い込まれた。そのため文帝は止むを得ず本軍を撤退するはめになった。
この話は450年の事跡ということであるが、他に記載する古資料がないため信憑性は乏しく、『太平広記』、『太平御覧』ないし『仏祖統紀』撰述の時代に『十句観音経』が普及していたということを示唆するのみである。なおこの部分には未だ『十句観音経』という経題は現れていない。記述されるのは『仏祖統紀』のもっと後の部分で、ここには複数の霊験事例が記されている。孫敬徳が唱えたのは『十句觀音經』とは別の『高王観世音経』であるともされる。

### 『高王観世音経』との関係
『十句観音経』は布教のための一般書籍は別として、近年の主要な研究報告は、岡部和雄1987年、桐谷征一1990年、田村俊郞2011年、山﨑順平2014年と、いずれも『高王観世音経』の研究論文中に言及している。これらの説の要点を順に列挙する。
- 岡部和雄は、『高王観世音経』が即『十句観音経』ではなく、『仏祖統紀』の著者である志磐その人が、『高王観世音経』を素材にして作成したものだと推定している。
- 桐谷征一は、伝播のたびに肥大化する高玉観世音経系統と同時期に読誦千遍の霊験伝承と類似の表現を含む縮退した十句観音経系統という、二系統の存在を指摘し、更に両者と共通の表現を持つ敦煌文書S4456『救苦観世音経』が源流であると論じた。また小説集『談藪』では、この経文に題が付いていないが、『佛租統紀』に記す「十句観音経」と同流であることは明らかであり、『談藪』が成立したとされる隋ないし唐初には同経文が王玄謨の霊験説話とともに流行していたことが知られる。これを『佛租統紀』の「十句観音経」と比べると、第十句目の「念佛不離心」を「念念不離心」とする相違のみで、この相違については『談藪』の時代から『佛租続紀』の時代への流傳の過程で改訂されたものと判断している。さらに『高王觀世音経』が流行するようになった理由として、『佛租統紀』撰者の志磐が、この経が猥雑に増廣され、肥大化したことを難じ、「十句観音経」こそ「至簡経法」であり、在るべき姿と主張している[16][17]。桐谷は、肥大化していく高玉経系統と同時期に、読誦千遍の功徳の伝承を持ち類似の表現を含む縮退した十句経系統の、二系統の存在に注目し、更に両者の共通の表現を持つ敦煌文書S4456『救苦観世音経』が源流であると論じた[18]。
- 田村俊郞は桐谷説を補強し、類似関係を精査しアジア美術館収蔵の北斉のものと見なせる造像碑の上に、『高王観世音経』と『救苦観世音経』の原初形と恩われる簡潔な経典の2.種の『仏説観世音経』が共に刻まれていることから、『十句観音経』の更なる源流と『高王観世音経』との密接な繋がりを論じた。
- 山﨑順平は教説を比較し、『高王観世音経』が直接観世音菩薩への帰依を説いていないのに対し、『十句観音経』は常に観世音を念ずるべしと説き、更に『救苦観世音経』にはいずれにもない地獄に於ける救済までが説かれ、『救苦観世音経』が両経の、あるいは『十句観音経』の源流だという説を否定している。

### 日本
日本では、『延命十句観音経』の発見に関し、霊元天皇（1654 - 1732年）が譲位して法皇になったあと、最も霊験あらたかな経典を比叡山霊空律師（1652- 1739年）に探させた結果、霊空がこれを見出したという説話が流布している。しかしこの説話は江戸時代に白隠慧鶴（1686 - 1769年）が『延命十句観音経霊験記』に寛文葵卯（1663年）の霊験譚として記載しているもの以外に事例がないようである。しかしこの霊験譚の年は、1652年生まれの霊空は比叡山に上る前、霊元天皇も即位の年なので辻褄が合わない。白隠はこの霊験譚の真偽は気にもしなかった、と西田耕三は推測している。
本経、すなわち『十句観音経』を重要視したのが白隠禅師であった。白隠は同著において「此の経の霊験、老僧が身の上に於ても心も言葉も及ばざる有りがた事ども数多たびこれあり」として、十句観音経の功徳を讃える。上記の他十余の説話を採り上げ、偽経といえどもこれだけ霊験があるのだからと、人々に唱えることを推奨した。現在も白隠の再興した臨済宗を中心に、日常の読経や写経などに用いられている。また、常用の「観音経（妙法蓮華経観世音菩薩普門品第二十五）」は、短い偈文（世尊偈）部分のみでも500字を越え、一般信徒日常の読経としては長すぎるため、代用として十句観音経を読むことも行われており、鎌田茂雄など一部の禅僧はそれを薦めている。

## 注・出典